# Nikita (film)
 For alternative betydninger, se Nikita. (Se også artikler, som begynder med Nikita)
Nikita er en fransk film fra 1990, instrueret af Luc Besson

## Handling
Filmen handler om den unge narkoman Nikita (Anne Parillaud), som under et indbrud i et apotek skyder en politimand og bliver idømt livsvarigt fængsel. En specialist Bob (Tchéky Karyo) i politiet ser imidlertid hendes potentiale som snigmorder og fingerer hendes død og begravelse.
Nu trænes hun i de mange discipliner, der skaber en succesfuld morder. Efter nogle år slippes hun ud i virkeligheden med ny identitet og får besked på at leve så normalt som muligt, til der bliver kaldt på hende. Hun finder sig en kæreste (Jean-Hugues Anglade), med hvem hun lever et normalt liv afbrudt af enkelte opgaver.
Så får hun til opgave at likvidere en fremmed diplomat i Paris og få fat i de koder, han har på sig. Koderne er til et pengeskab på ambassaden, som hun skal stjæle dokumenter fra. Opgaven går imidlertid galt, da adgangskontrollen til ambassaden er ændret. Nikita får ordre til at fortsætte opgaven og får hjælp af oprydderen Victor (Jean Reno). 
Efterhånden slides Nikita ned dels af opgaverne, dels af sit dobbeltliv. Hun beslutter sig for at flygte. Filmen slutter uden oplysninger om hendes videre skæbne.

## Medvirkende
- Anne Parillaud - Nikita
- Jean-Hugues Anglade - Marco, hendes kæreste
- Tchéky Karyo - Bob (Tcheky Karyo)
- Jeanne Moreau - Amande
- Jean Reno - Victor, oprydderen

## Priser
Anne Parillaud vandt en César for bedste kvindelige hovedrolle i 1991 for sin rolle i filmen.